# Władysław Podkowiński
Władysław Podkowiński (n. 4 februarie 1866, Varșovia, Imperiul Rus – d. 5 ianuarie 1895, Varșovia, Imperiul Rus) a fost un pictor și ilustrator polonez, asociat cu mișcarea Tânăra Polonie în perioada în care Polonia era împărțită între vecinii săi, marile puteri ale timpului de atunci: Rusia, Germania și Austria.

## Cariera și opera

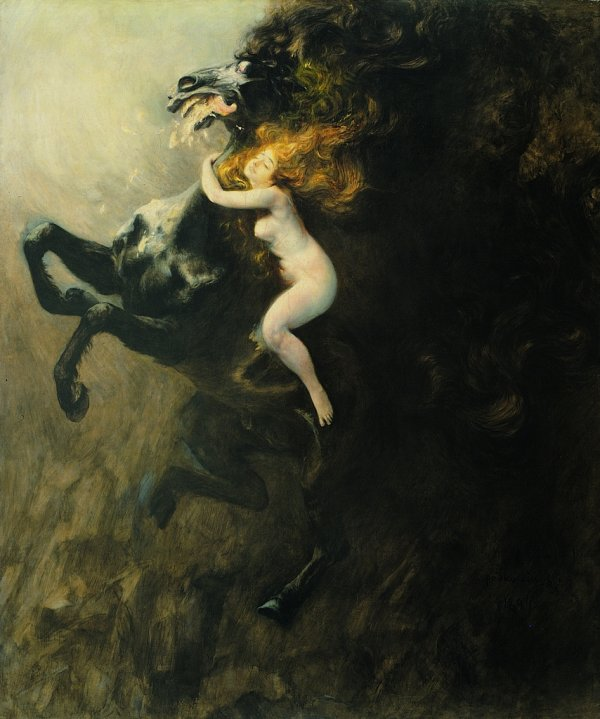
Extazul

Podkowiński s-a născut la Varșovia și a început formarea sa artistică la școala de desen a lui Wojciech Gerson, și la Academia de Arte Frumoase din Varșovia, unde a studiat în perioada 1880-1884. După ce a absolvit, Podkowinski au început să contribuie la multe dintre revistele de artă din Varșovia. În 1885 el s-a înscris împreună cu Józef Pankiewicz, la Academia Imperială de Arte din Sankt Petersburg, unde a studiat între anii 1885-1886. Revenind de la Sankt Petersburg în 1886, Podkowiński a obținut un post ca ilustrator pentru revista Tygodnik Ilustrowany unde a devenit unul dintre artiștii cei mai renumiți.
Prima sa acuarelă și pictură în ulei au fost realizate în această perioadă, dar Podkowiński le considera personale, nu de interes public. Aceste picturi timpurii au fost influențate în principal de Aleksander Gierymski.
După o excursie la Paris în 1889 el a adoptat pictura ca o profesie, fiind profund influențat de pictorii impresioniști francezi, inclusiv Claude Monet.
S-a considerat mai târziu că Podkowiński a introdus  impresionismul în Polonia, dar spre sfârșitul vieții sale, starea lui de sănătate înrăutățindu-se el a înclinat către simbolism.
Podkowiński a murit în Varșovia, la vârsta de numai 28 de ani din cauza tuberculozei.
Cel mai cunoscut tablou pictat de el este Extazul (Szal uniesień), prezentat pentru prima dată în Zachęta, cu care a stârnit scandal și proteste publice.
În 1894, el a fost prezentat într-o expoziție de artă la Varșovia și violent criticat. Expoziția a durat doar 36 de zile, deoarece Podkowinski adus un cuțit în ziua a 37-a, și tăiat opera sa. Pictura a fost restaurată după moartea sa.  În prezent, aceasta este expusă la Muzeul Sukiennice din Cracovia.

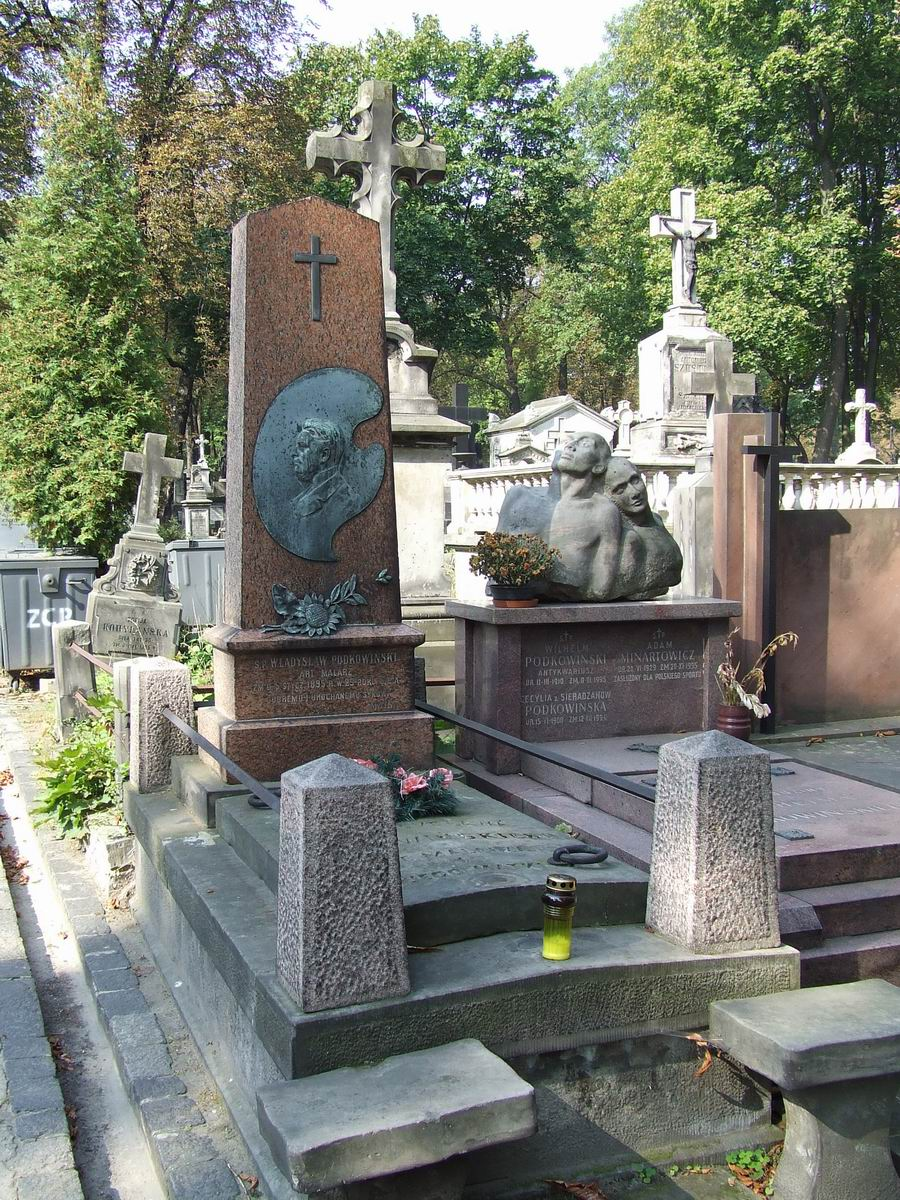
Mormântul